# Гинзберг, Аллен

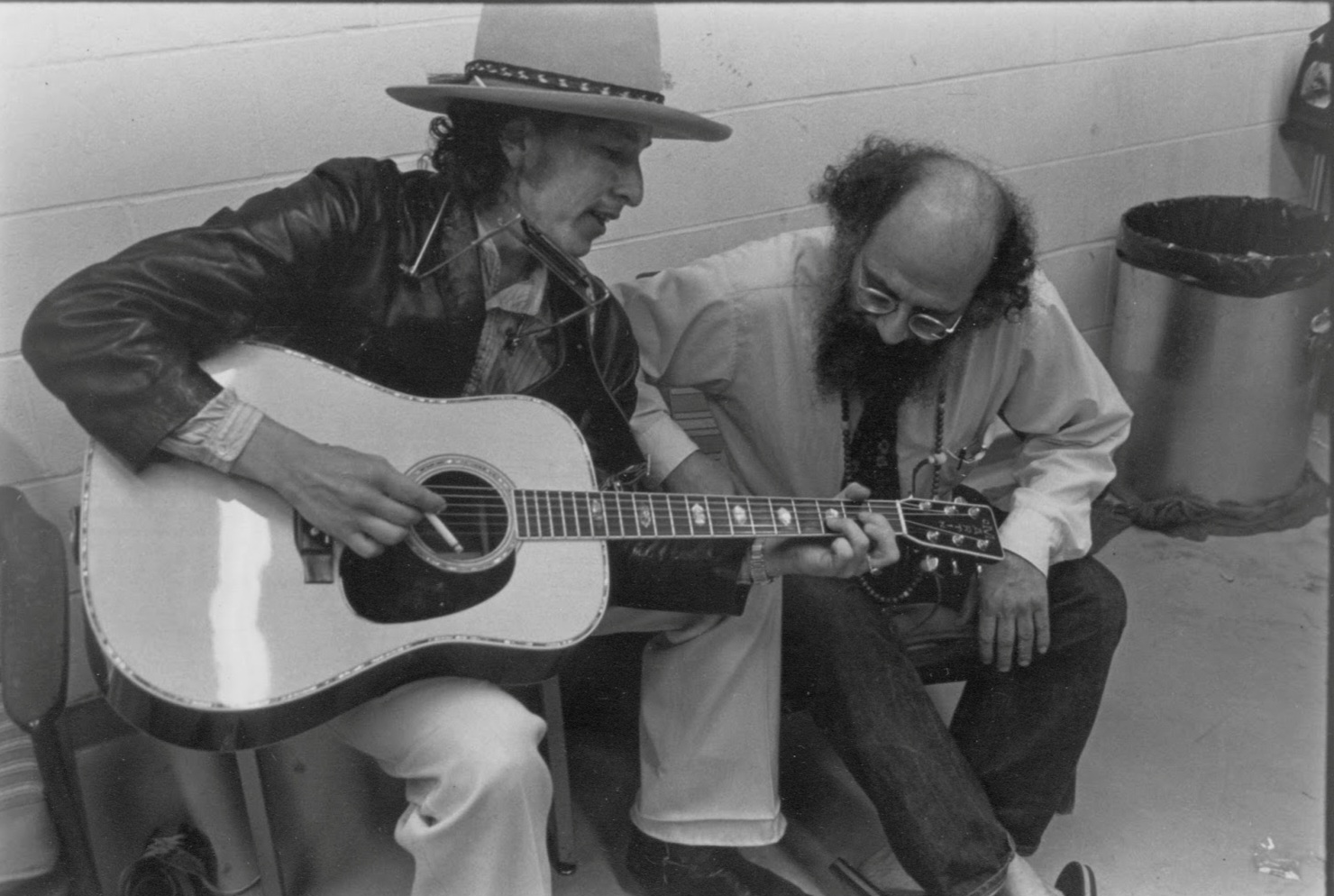
Аллен Гинзберг и Боб Дилан, 1975 год.

И́рвин А́ллен Ги́нзберг (англ. Irwin Allen Ginsberg; /ˈɡɪnzbɜːrɡ/; 3 июня 1926, Ньюарк, Нью-Джерси, США — 5 апреля 1997, Нью-Йорк, США) — американский прозаик, журналист и поэт еврейского происхождения, основатель битничества и ключевой представитель бит-поколения наряду с Д. Керуаком и У. Берроузом. Автор знаменитой поэмы «Вопль» (англ. Howl, 1956). Принимал участие в работе над романом Уильяма С. Берроуза «Джанки». Оказал значительное влияние на контркультуру 1960-х годов.

## Биография
Ирвин Аллен Гинзберг родился 3 июня 1926 года в городе Ньюарк (штат Нью-Джерси, США) в еврейской семье поэта и преподавателя филологии Луиса Гинзберга, родом из Львова, и школьной учительницы Наоми Леви Гинзберг.
Если его отец был правоверным иудеем и консервативным либералом, то мать — марксисткой, активисткой Коммунистической партии США, чья боязнь политических преследований усугубила её душевную болезнь. Она, например, утверждала, что президент США внедрил в их дом подслушивающие устройства и что её свекровь пыталась убить её. В поэме «Америка» (1956) поэт вспоминает, как в семилетнем возрасте мать брала его на собрания ячейки компартии («Америка, ребёнком я был коммунистом, и я не жалею об этом…»). Именно под её влиянием Аллен начал изучать экономику, надеясь помочь трудящимся.
Гинзберг, застенчивый и проблемный подросток, провёл детство в городке Патерсон, штат Нью-Джерси, рано осознав свою гомосексуальную идентичность.
Будучи подростком, Гинзберг начал писать письма в The New York Times о политических проблемах, Второй мировой войне и правах трудящихся.
В старших классах познакомился с поэзией таких авторов, как Уолт Уитмен, Уильям Блейк, Гийом Аполлинер, Томас Стернз Элиот, Эзра Паунд, но, несмотря на интерес к поэзии, по настоянию отца начал готовить себя к юридической карьере. В 1943 году он поступил в Колумбийский университет на факультет права. В университете Гинзберг учился в одной группе с Люсьеном Карром, который ввёл его в богемную среду альма-матер, познакомив с другими будущими битниками — Уильямом Берроузом и Джеком Керуаком. Керуак говорил Аллену: «Ты же никогда не работал ни на фабрике, ни на заводе, что ты можешь знать о труде?». Под его влиянием Гинзберг оставил изучение юриспруденции и перевёлся на факультет литературоведения.
В 1965 году Гинзберг прибыл на Кубу в качестве корреспондента «Evergreen Review». Однако после того, как в Университете Гаваны он выступил в защиту гомосексуальных людей, его попросили покинуть страну. В том же году он ездил в СССР, где в Москве познакомился с поэтами-шестидесятниками Андреем Вознесенским и Беллой Ахмадулиной. В апреле посетил Варшаву, а в конце месяца попал в Прагу (Чехословакия), где его избрали «Майским королём» («Kral Majales») на молодёжном уличном карнавале. Однако в Праге Гинзберга трижды арестовывали спецслужбы, а потом как «грязного дегенерата» депортировали в Лондон.
Гинзберг проявлял большую политическую активность и гражданскую позицию, много лет участвовал в выступлениях за свободу слова, права гомосексуалов и декриминализацию марихуаны, а также в ненасильственных политических протестах против значительного числа явлений, начиная от Войны во Вьетнаме, которой посвятил поэму «Wichita Vortex Sutra», и заканчивая цензурой, полицейским насилием и кампанией по борьбе с наркотиками, за что неоднократно подвергался арестам.
Вместе с другими основоположниками битнического движения — Гэри Снайдером и Джеком Керуаком — испытал влияние пропагандиста дзен-буддизма Дайсэцу Тэйтаро Судзуки и его ученика и последователя Алана Уотса. По религиозным предпочтениям был буддистом. Также интересовался кришнаизмом.
Большое влияние на Аллена, когда он учился в Колумбийском университете, оказал Люсьен Карр, что нашло отражение в фильме «Убей своих любимых». Именно Люсьен познакомил Гинзберга с Уильямом Берроузом и Джеком Керуаком, эта судьбоносная встреча, как оказалось, и стала отправной точкой в истории бит-поколения.
Умер в Нью-Йорке 5 апреля 1997 года. Врачи констатировали обширный цирроз печени, осложнённый раковой опухолью. Прах Аллена Гинзберга захоронен в семейном склепе на кладбище Gomel Chesed Cemetery.

## Упоминания
- «Жизнь и времена Аллена Гинзберга[англ.]» (1993) — биографический фильм Джерри Аронсона, рассказывающий о жизни Гинзберга с момента его рождения до мыслей о смерти в возрасте 66 лет.
- «Аллен Гинзберг: Жизнь в Лондоне[англ.]» (1995) — Гинзберг читает свои произведения, поёт и демонстрирует тибетскую медитацию. Это происходило 19 октября 1995 года в ночном клубе Heaven, Лондон.
- «Ритм» (2000) — американский кинофильм режиссёра Гэри Волкова.
- «Вопль» (2010) — американский художественный фильм на основе одноимённой поэмы Аллена Гинзберга и биографии автора. В центре сюжета — судебное преследование Гинзберга, вызванное публикацией в 1956 году его скандальной поэмы «Вопль».
- «На дороге» (2010) — художественный фильм режиссёра Вальтера Саллеса, экранизация одноимённого романа Джека Керуака.
- «Убей своих любимых» (2014) — художественный фильм режиссёра Джона Крокидаса. Роль Аллена Гинзберга исполнил английский актёр Дэниел Рэдклифф.

## Переводы
- Антология поэзии битников / Г. Андреева. — Ультра.Культура, 2004. — 3000 экз. — ISBN 5-98042-072-X.
- Гинзберг А. О чём это? / Перевод с английского А. Щетникова. — Новосибирск: Артель «Напрасный труд», 2017. — 56 с. — 100 экз.
- Гинзберг А. «Вопль», «Каддиш» и другие стихи / Перевод с английского А. Щетникова. — Новосибирск: Артель «Напрасный труд», 2018. — 80 с. — 100 экз.
- Гинзберг А. Вопль. Кадиш. Стихотворения 1952–1960 / Перевод с английского Дмитрия Манина. СПб.: Подписные издания, 2021.
- Гинзберг А. Сознательная проза. Избранные эссе 1952–1995 / Перевод с английского Сергея Карпова. СПб.: Подписные издания, 2021.